# Tour de Yorkshire 2017
Il Tour de Yorkshire 2017, terza edizione della corsa, valevole come evento dell'UCI Europe Tour 2017 categoria 2.1, si svolse in tre tappe dal 28 al 30 aprile 2017 su un percorso di 491 km, con partenza da Bridlington e arrivo a Fox Valley/Sheffield, in Regno Unito. La vittoria fu appannaggio del belga Serge Pauwels, che completò il percorso in 11h53'04" precedendo lo spagnolo Omar Fraile e il francese Jonathan Hivert.
Al traguardo di Fox Valley/Sheffield 100 ciclisti, sui 133 partiti da Bridlington, portarono a termine la competizione.

## Tappe
| Tappa  | Data      | Percorso                        | km    | Vincitore di tappa | Leader cl. generale |
| ------ | --------- | ------------------------------- | ----- | ------------------ | ------------------- |
| 1ª     | 28 aprile | Bridlington > Scarborough       | 174   | Dylan Groenewegen  | Dylan Groenewegen   |
| 2ª     | 29 aprile | Tadcaster > Harrogate           | 122,5 | Nacer Bouhanni     | Caleb Ewan          |
| 3ª     | 30 aprile | Bradford > Fox Valley/Sheffield | 194,5 | Serge Pauwels      | Serge Pauwels       |
| Totale | Totale    | Totale                          | 491   |                    |                     |

## Squadre e corridori partecipanti
| N.    | Cod. | Squadra                    |
| ----- | ---- | -------------------------- |
| 1-8   | DEN  | Direct Énergie             |
| 11-16 | SKY  | Team Sky                   |
| 21-28 | COF  | Cofidis, Solutions Crédits |
| 31-36 | ORS  | Orica-Scott                |
| 41-46 | BMC  | BMC Racing Team            |
| 51-58 | TLJ  | Team Lotto NL-Jumbo        |
| 61-67 | ABS  | Aqua Blue Sport            |
| 71-78 | DDD  | Team Dimension Data        |
| 81-88 | MGT  | Madison Genesis            |

| N.      | Cod. | Squadra                      |
| ------- | ---- | ---------------------------- |
| 91-98   | KAT  | Team Katusha Alpecin         |
| 101-106 | SUN  | Team Sunweb                  |
| 111-118 | ONE  | ONE Pro Cycling              |
| 121-128 | DMP  | Delko Marseille Provence KTM |
| 131-138 | JLT  | JLT Condor                   |
| 141-148 | RAL  | Team Raleigh-GAC             |
| 151-158 | RNL  | Roompot-Nederlandse Loterij  |
| 161-168 | BIK  | Bike Channel-Canyon          |
| 171-178 | GBR  | Gran Bretagna                |

## Dettagli delle tappe

### 1ª tappa
- 28 aprile: Bridlington > Scarborough – 174 km

Risultati
| Pos. | Corridore         | Squadra  | Tempo    |
| ---- | ----------------- | -------- | -------- |
| 1    | Dylan Groenewegen | Lotto NL | 4h09'38" |
| 2    | Caleb Ewan        | Orica    | s.t.     |
| 3    | Chris Opie        | Bike Ch. | s.t.     |

| Pos. | Corridore         | Squadra  | Tempo    |
| ---- | ----------------- | -------- | -------- |
| 1    | Dylan Groenewegen | Lotto NL | 4h09'28" |
| 2    | Caleb Ewan        | Orica    | a 4"     |
| 3    | Chris Opie        | Bike Ch. | a 6"     |

### 2ª tappa
- 29 aprile: Tadcaster > Harrogate – 122,5 km

Risultati
| Pos. | Corridore       | Squadra | Tempo    |
| ---- | --------------- | ------- | -------- |
| 1    | Nacer Bouhanni  | Cofidis | 2h45'51" |
| 2    | Caleb Ewan      | Orica   | s.t.     |
| 3    | Jonathan Hivert | Direct  | s.t.     |

| Pos. | Corridore         | Squadra  | Tempo    |
| ---- | ----------------- | -------- | -------- |
| 1    | Caleb Ewan        | Orica    | 6h55'17" |
| 2    | Nacer Bouhanni    | Cofidis  | a 2"     |
| 3    | Dylan Groenewegen | Lotto NL | s.t.     |

### 3ª tappa
- 30 aprile: Bradford > Fox Valley/Sheffield – 194,5 km

Risultati
| Pos. | Corridore       | Squadra   | Tempo    |
| ---- | --------------- | --------- | -------- |
| 1    | Serge Pauwels   | Dimension | 4h57'47" |
| 2    | Omar Fraile     | Dimension | s.t.     |
| 3    | Jonathan Hivert | Direct    | a 6"     |

| Pos. | Corridore       | Squadra   | Tempo     |
| ---- | --------------- | --------- | --------- |
| 1    | Serge Pauwels   | Dimension | 11h53'04" |
| 2    | Omar Fraile     | Dimension | a 6"      |
| 3    | Jonathan Hivert | Direct    | a 7"      |

## Evoluzione delle classifiche
| Tappa              | Vincitore          | Classifica generale Maglia azzurra | Classifica a punti Maglia verde | Classifica scalatori Maglia rosa | Premio combattività Maglia grigia | Classifica a squadre |
| ------------------ | ------------------ | ---------------------------------- | ------------------------------- | -------------------------------- | --------------------------------- | -------------------- |
| 1ª                 | Dylan Groenewegen  | Dylan Groenewegen                  | Dylan Groenewegen               | Etienne van Empel                | Conor Dunne                       | Team Lotto NL-Jumbo  |
| 2ª                 | Nacer Bouhanni     | Caleb Ewan                         | Caleb Ewan                      | Etienne van Empel                | Harry Tanfield                    | Team Dimension Data  |
| 3ª                 | Serge Pauwels      | Serge Pauwels                      | Caleb Ewan                      | Pieter Weening                   | Dexter Gardias                    | Team Dimension Data  |
| Classifiche finali | Classifiche finali | Serge Pauwels                      | Caleb Ewan                      | Pieter Weening                   | non assegnato                     | Team Dimension Data  |

## Classifiche finali

### Classifica generale - Maglia azzurra
| Pos. | Corridore          | Squadra   | Tempo     |
| ---- | ------------------ | --------- | --------- |
| 1    | Serge Pauwels      | Dimension | 11h53'04" |
| 2    | Omar Fraile        | Dimension | a 6"      |
| 3    | Jonathan Hivert    | Direct    | a 7"      |
| 4    | Brent Bookwalter   | BMC       | a 18"     |
| 5    | Matthew Holmes     | Madison   | a 20"     |
| 6    | Maurits Lammertink | Katusha   | s.t.      |
| 7    | Mark Christian     | Aqua Blue | s.t.      |
| 8    | Tao Geoghegan Hart | Sky       | s.t.      |
| 9    | Lennard Hofstede   | Sunweb    | s.t.      |
| 10   | Joey Rosskopf      | BMC       | a 35"     |

### Classifica a punti - Maglia verde
| Pos. | Corridore         | Squadra   | Punti |
| ---- | ----------------- | --------- | ----- |
| 1    | Caleb Ewan        | Orica     | 24    |
| 2    | Jonathan Hivert   | Direct    | 23    |
| 3    | Dylan Groenewegen | Lotto NL  | 22    |
| 4    | Serge Pauwels     | Dimension | 18    |
| 5    | Omar Fraile       | Dimension | 12    |

### Classifica scalatori - Maglia rosa
| Pos. | Corridore          | Squadra   | Punti |
| ---- | ------------------ | --------- | ----- |
| 1    | Pieter Weening     | Roompot   | 14    |
| 2    | Dexter Gardias     | Bike Ch.  | 9     |
| 3    | Serge Pauwels      | Dimension | 8     |
| 4    | J. J. van Rensburg | Dimension | 6     |
| 5    | Joey Rosskopf      | BMC       | 4     |

### Classifica a squadre
| Pos. | Squadra                      | Tempo     |
| ---- | ---------------------------- | --------- |
| 1    | Team Dimension Data          | 35h40'38" |
| 2    | BMC Racing Team              | a 29"     |
| 3    | Team Katusha Alpecin         | a 1'12"   |
| 4    | Aqua Blue Sport              | a 1'51"   |
| 5    | Delko Marseille Provence KTM | a 1'54"   |